# Austin Junction
Austin Junction az Amerikai Egyesült Államok északnyugati részén, Oregon állam Grant megyéjében, a U.S. Route 26 és az Oregon Route 7 csomópontjában elhelyezkedő önkormányzat nélküli település.
Az Austin House kávézó nevét egy austini létesítményről kapta. Az erdőszolgálat területén működő ház a hivatal különleges engedélyével működhet.

## Fordítás
- Ez a szócikk részben vagy egészben  az   Austin Junction, Oregon című angol Wikipédia-szócikk ezen változatának fordításán alapul.  Az eredeti cikk szerkesztőit annak laptörténete sorolja fel. Ez a jelzés csupán a megfogalmazás eredetét és a szerzői jogokat jelzi, nem szolgál a cikkben szereplő információk forrásmegjelöléseként.